# Зілке Маєр
Зілке Маєр (нім. Silke Meier, нар. 13 липня 1968)  — колишня професійна німецька тенісистка. Перемагала таких тенісисток як Яна Новотна, Гелена Сукова, Мануела Малеєва.
Здобула три одиночні та чотири парні титули туру ITF, один парний титул туру WTA.
Найвищу одиночну позицію світового рейтингу — 40 місце досягла 26 жовтня 1987, парну — 85 місце — 9 грудня 1996 року.
Завершила кар'єру 2000 року.

## Фінали Туру WTA

### Одиночний розряд 1
| Легенда           |   |
| WTA Championships | 0 |
| Tier I            | 0 |
| Tier II           | 0 |
| Tier III          | 0 |
| Tier IV & V       | 0 |

| Результат | W/L | Дата     | Турнір           | Покриття | Опонент          | Рахунок  |
| --------- | --- | -------- | ---------------- | -------- | ---------------- | -------- |
| Поразка   | 0–1 | Кві 1995 | Zagreb, Хорватія | Ґрунт    | Сабін Аппельманс | 4–6, 3–6 |

### Парний розряд 4 (1–3)
| Легенда           |   |
| WTA Championships | 0 |
| Tier I            | 0 |
| Tier II           | 0 |
| Tier III          | 0 |
| Tier IV & V       | 1 |

| Титули за покриттям |   |
| Тверде              | 0 |
| Ґрунт               | 0 |
| Трава               | 0 |
| Килим               | 1 |

| Результат | W/L | Дата     | Турнір          | Покриття  | Партнер            | Опоненти                            | Рахунок       |
| --------- | --- | -------- | --------------- | --------- | ------------------ | ----------------------------------- | ------------- |
| Поразка   | 0–1 | Вер 1986 | Афіни, Греція   | Ґрунт     | Вілтруд Пробст     | Ізабель Куето Аранча Санчес Вікаріо | 6–4, 2–6, 4–6 |
| Поразка   | 0–2 | Сер 1989 | Sofia, Болгарія | Ґрунт     | Елена Пампулова    | Лаура Гарроне Лаура Голарса         | 4–6, 5–7      |
| Поразка   | 0–3 | Вер 1989 | Афіни, Греція   | Ґрунт     | Елена Пампулова    | Сандра Чеккіні Патрісія Тарабіні    | 6–4, 4–6, 2–6 |
| Перемога  | 1–3 | Лют 1991 | Осло, Норвегія  | Килим (i) | Клаудія Коде-Кільш | Сабін Аппельманс Раффаелла Реджі    | 3–6, 6–2, 6–4 |

## Фінали ITF

### Одиночний розряд (3–0)
| Легенда         |
| --------------- |
| Турніри $75,000 |
| Турніри $25,000 |
| Турніри $10,000 |

| Результат | Ранг | Дата              | Турнір                            | Покриття  | Опонент          | Рахунок       |
| --------- | ---- | ----------------- | --------------------------------- | --------- | ---------------- | ------------- |
| Перемога  | 1.   | 5 серпня 1985     | Реда-Віденбрюк, Західна Німеччина | Ґрунт     | Забіне Гак       | 7–5, 6–4      |
| Перемога  | 2.   | 20 листопада 1994 | Нойштадт-ан-дер-Донау, Німеччина  | Килим (i) | Татьяна Єчменіца | 4–6, 6–4, 6–3 |
| Перемога  | 3.   | 27 липня 1997     | Росток, Німеччина                 | Ґрунт     | Зіна Шрайбер     | 6–3, 7–5      |

### Парний розряд (4–7)
| Результат | Ранг | Дата              | Турнір                            | Покриття  | Партнер                   | Опоненти                                  | Рахунок       |
| --------- | ---- | ----------------- | --------------------------------- | --------- | ------------------------- | ----------------------------------------- | ------------- |
| Перемога  | 1.   | 5 серпня 1985     | Реда-Віденбрюк, Західна Німеччина | Ґрунт     | Клаудія Порвік            | Белінда Борнео Лоррейн Ґрейсі             | 4–6, 7–6, 6–1 |
| Поразка   | 2.   | 3 березня 1986    | Стокгольм, Швеція                 | Ґрунт     | Клаудія Порвік            | Гана Фукаркова Яна Новотна                | 4–6, 6–4, 3–6 |
| Поразка   | 3.   | 17 жовтня 1994    | Фленсбург, Німеччина              | Килим     | Кірстін Фрає              | Катержина Крупова-Шишкова Яна Поспішилова | 2–6, 6–4, 2–6 |
| Перемога  | 4.   | 11 лютого 1996    | Мурсія, Іспанія                   | Ґрунт     | Петра Шварц               | Кім де Вейлле Нелле ван Лоттум            | 6–3, 6–3      |
| Поразка   | 5.   | 11 серпня 1996    | Сопот (Польща), Польща            | Ґрунт     | Кірстін Фрає              | Ленка Немечкова Гелена Вілдова            | 0–6, 0–6      |
| Поразка   | 6.   | 17 листопада 1996 | Нойштадт-ан-дер-Донау, Німеччина  | Килим (i) | Кірстін Фрає              | Нірупама Санджив Барбара Шварц            | 4–6, 1–6      |
| Поразка   | 7.   | 17 березня 1997   | Реймс, Франція                    | Ґрунт (i) | Петра Шварц               | Светлана Кривенчева Олена Татаркова       | 2–6, 2–6      |
| Перемога  | 8.   | 25 серпня 1997    | Orbatello, Італія                 | Ґрунт     | Катержина Крупова-Шишкова | Кім де Вейлле Генріетте ван Алдерен       | 6–3, 2–6, 6–2 |
| Поразка   | 9.   | 26 квітня 1998    | Ешпіню, Португалія                | Килим (i) | Кірстін Фрає              | Кім де Вейлле Нелле ван Лоттум            | 6–4, 3–6, 5–7 |
| Поразка   | 10.  | 6 липня 1998      | Пухгайм, Німеччина                | Ґрунт     | Ясмін Вер                 | Віраг Чурго Нора Кевеш                    | 6–4, 0–6, 3–6 |
| Перемога  | 11.  | 31 серпня 1998    | Гехінген (Цоллернальб), Німеччина | Ґрунт     | Ясмін Вер                 | Linda Faltynková Бланка Кумбарова         | 6–2, 6–2      |